# Top-havbica
Top-havbica (tudi top/havbica) je artilerijsko orožje, ki se ga lahko uporablja kot top ali kot havbico.
To se naredi s spremembno naklona cevi; ta možnost v veliki meri poveča uporabnost orožja na današnjem bojišču.

## Seznam
- seznam topov-havbic